# Isachne
Isachne là một chi thực vật có hoa trong họ Hòa thảo (Poaceae).

## Loài
Chi Isachne gồm các loài: